# Taxe sur les produits de la pêche maritime
Lire en ligne

Lire sur Légifrance

La taxe sur les produits de la pêche maritime en France est un impôt proportionnel créé en 2003 et appliquée depuis le 1er janvier 2004, qui est acquitté selon les cas, par l'armateur ou le premier acheteur ou l'importateur, sur certains produits de la pêche maritime. Elle n'est pas codifiée et ses dispositions figurent uniquement sous l'article 75 de la loi n° 2003-1312 du 30 décembre 2003 dite loi de finances rectificative pour 2003.
Le produit de cette taxe est destiné à financer FranceAgriMer pour les actions mises en œuvre au bénéfice des produits de la pêche maritime.
La taxe est supprimée par la loi de finances pour 2019.

## Histoire
Le décret n° 83-1031 du 1er décembre 1983 a créé le Fonds d'intervention et d'organisation des marchés des produits de la pêche maritime et des cultures marines. Selon l'article 6 de ce décret, le financement du fonds était pour partie assuré par une contribution provenant du produit des taxes parafiscales établies au profit du comité central des pêches maritimes.
À la suite de différentes réformes du début des années 1990 dans le secteur de la pêche, le décret n° 91-1412 du 31 décembre 1991 a créé des taxes parafiscales directement affectées au financement des actions menées par le fonds précité.
Le Fonds d'intervention et d'organisation des marchés des produits de la pêche maritime et des cultures marines est devenu par la suite l'Office national interprofessionnel des produits de la mer et de l'aquaculture (OFIMER).
En 2003, à l'occasion des débats parlementaires relatifs à l'adoption de la loi de finances rectificative pour 2003, le rapport du sénateur Philippe Marini rappelle que la loi organique relative aux lois de finances du 1er août 2001 a interdit le prélèvement de ressources par la voie de taxes parafiscales et que la date limite pour la suppression de ces taxes est fixée au 31 décembre 2003.
Le sénateur propose alors trois solutions : 
- la création d'une imposition de toute nature affectée à l'OFIMER ;
- l'institution de cotisations dites « volontaires obligatoires » ;
- la suppression pure et simple de la taxe et la mise en place d'une subvention budgétaire.

Le choix du sénateur, et des députés par la suite, s'est finalement porté sur la création d'une nouvelle taxe sur les produits de la pêche maritime. En effet, en l'absence de représentation professionnelle, la cotisation volontaire obligatoire n'aurait pu être mise en place. En outre, la subvention a été écartée afin de « maintenir un lien privilégié entre les professionnels concernés et le financement de leurs organismes ».
En 2009, à la suite d'une ordonnance relative à la création de l'Agence de services et de paiement et de l’Établissement national des produits de l'agriculture et de la mer, l'OFIMER a été fusionné avec d'autres offices agricoles au sein de FranceAgriMer.
La taxe est abrogée par la loi de finances pour 2019.

## Champ d'application de la taxe
La taxe est due, selon le cas :

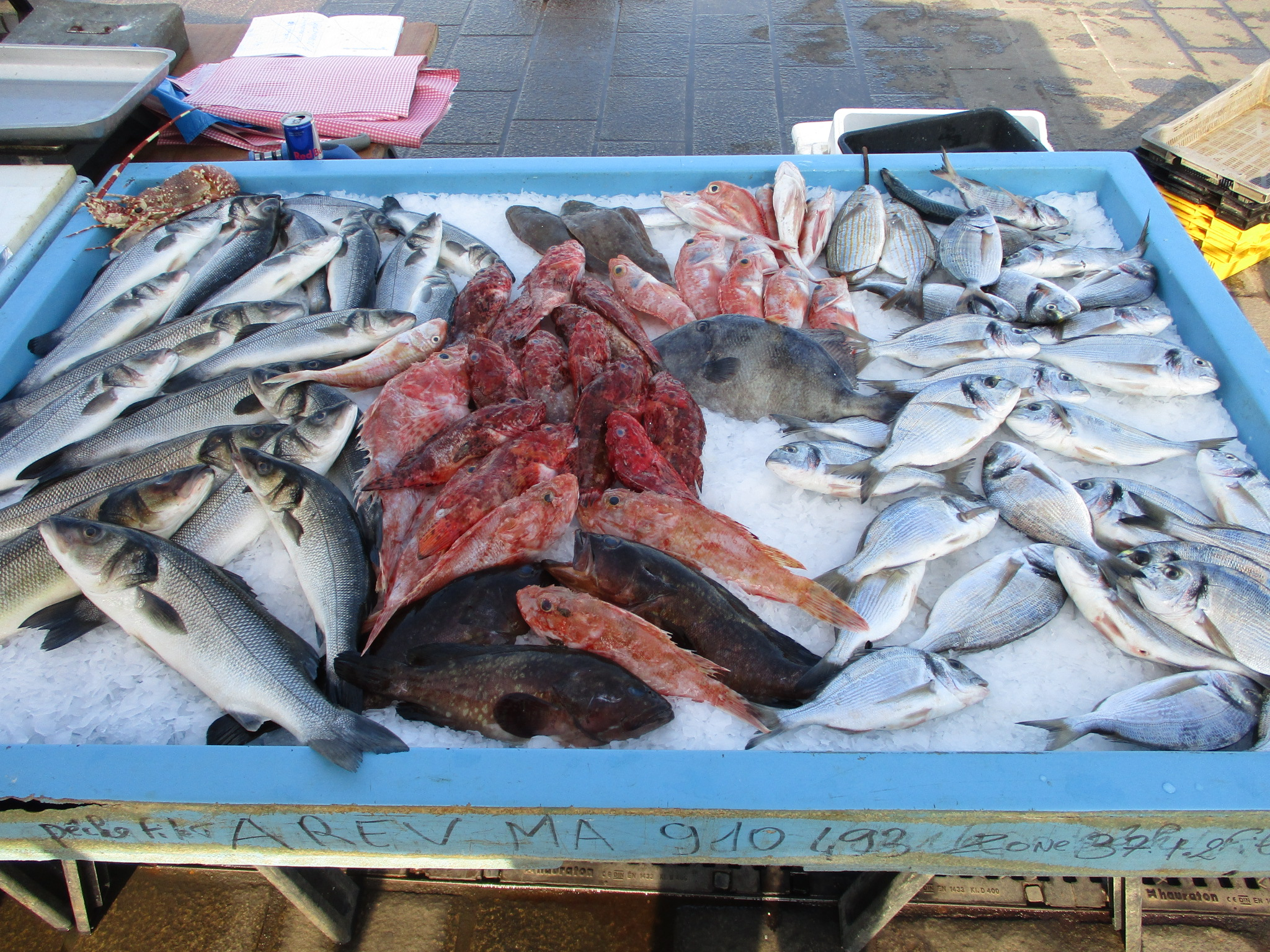
Le marché aux poissons du Vieux-Port de Marseille.

- Par l'armateur et le premier acheteur, pour les produits de la pêche maritime débarqués par un navire de pêche immatriculé en France, lorsque le premier achat est réalisé en France ; ou,
- Par l'importateur, pour les produits importés en France et qui ne proviennent pas d'un pays de l'UE ou de l'EEE[1].

Par ailleurs, les produits de la pêche visés par la loi sont les suivants :
- Poissons vivants, frais, réfrigérés ou congelés ;
- Poissons transformés (chair de poisson, poissons hachés, séchés, salés, en saumure, fumés, en farines ou en poudres...) ;
- Crustacés (sous quasiment toutes les formes, décortiqués ou non, vivants, frais, réfrigérés, congelés, séchés, salés, en saumure, cuits à l'eau ou à la vapeur, farines, poudres...) ;
- Mollusques (y compris sous les formes évoquées ci-dessus) ;
- Invertébrés aquatiques autres que les crustacés et mollusques (sous les formes déjà évoquées), tant que ceux-ci sont propres à l'alimentation humaine ;
- Algues de mer ;
- Préparations et conserves de poissons ;
- caviar et ses succédanés préparés à partir d’œufs de poissons[7].

## Calcul de la taxe
Pour les ventes réalisées en France, la taxe s'applique au montant hors taxes desdites ventes.
En ce qui concerne les produits importés, la taxe s'applique sur la valeur en douane. Certains produits bénéficient toutefois d'un abattement de leur valeur en douane lors de l'importation.
Le taux de la taxe est différent selon la destination du produit. En effet, ce taux est de :
- 0,20 % pour les produits destinés à la conserve ou à la semi-conserve. En outre, le taux de la taxe est réparti en fonction de la qualité du redevable : 0,12 % à la charge de l'armateur et 0,08 % à la charge du premier acheteur;
- 0,27 % pour les autres produits. Dans ce cas, le taux à la charge de l'armateur est le même, tandis que celui du premier acheteur passe à 0,15 %[1].

## Paiement de la taxe
Pour les ventes réalisées en France, la taxe est collectée par les gestionnaires des halles à marées pour le compte de FranceAgriMer. Une déclaration est à déposer avec le paiement.
Par ailleurs, en ce qui concerne les produits importés, la liquidation de la taxe est réalisée lors de la déclaration en douane.
Enfin, les réclamations sont présentées à des autorités différentes selon le contexte et selon la matière sur laquelle porte le litige. FranceAgriMer sera l'autorité compétente pour les réclamations portant sur la taxe relative aux ventes réalisées en France, tandis que l'Administration des douanes sera compétente pour les réclamations portant sur la taxe prélevée à l'importation.